# Federação Internacional para o Processamento da Informação
A Federação Internacional para Processamento de Informação ( IFIP ) é uma organização global para pesquisadores e profissionais que trabalham na área de tecnologias de informação e comunicação (TIC) para realizar pesquisas, desenvolver normas e promover a partilha de informação.